# FAROO
FAROO to uniwersalna wyszukiwarka bazująca na technologii Peer-to-peer. Użytkownicy łączą swoje komputery tworząc jedną, ogólnoświatową wyszukiwarkę. Niepotrzebne są centralny indeks ani Robot internetowy. Każda odwiedzana strona jest automatycznie załączana do decentralnego indeksu wyszukiwarki p2p. Ranking wyników ustalany jest na podstawie statystyk zachowania użytkowników FAROO na odwiedzanych stronach.
FAROO został zaprogramowany w C# w oparciu o Microsoft .NET framework.

## Architektura
FAROO składa się z następujących komponentów:

### Decentralny crawler
Wszystkie strony odwiedzane przez użytkowników są automatycznie załączane do decentralnego indeksu wyszukiwarki p2p. Dodatkowy Robot internetowy nie jest potrzebny. 

### Decentralny ranking
Ranking wyników ustalany jest na podstawie analizy anonimowych statystyk zachowania użytkowników FAROO na wszystkich odwiedzanych stronach.
W ten sposób tworzymy ranking demokratyczny, odporny na manipulacje i zgodny z interesami użytkowników.

### Sieć Peer-to-peer
Komputery sa łącząne w sieć Peer-to-peer (Overlay network).

### Decentralny indeks
Decentralny indeks został stworzony na bazie rozproszonej tablicy mieszającej.

### Decentralne wyszukiwanie
Decentralne wyszukiwanie wspiera frazy i operatory logiczne (Boolean Search).

## Korzyści
- Demokratyczny ranking tworzony przez wszystkich użytkowników.
- Ochrona prywatności poprzez anonimowość.
- Brak kosztów infrastruktury.